# Los geniecillos dominicales
Los geniecillos dominicales es una novela del escritor peruano Julio Ramón Ribeyro publicada en 1965 y que fue premiada en un concurso auspiciado por el diario Expreso de Lima. Circunscrita en el llamado Realismo urbano, obtuvo un éxito editorial y fue bien recibida por la crítica. A decir del escritor peruano Mario Vargas Llosa, «Con esta novela, Ribeyro no sólo ha trazado su biografía espiritual de escritor, ha escrito además el más hermoso de sus libros, el de gloria más cierta y durable».

## Contexto
Esta novela es la segunda de las únicas tres que compuso el escritor; la primera fue Crónica de San Gabriel (1960), y la tercera Cambio de guardia (1976). La primera edición de esta obra, auspiciada por el diario Expreso, no fue muy cuidadosa y contuvo una serie de deficiencias, como erratas y la falta de un fragmento, por lo que el texto resultó ininteligible. El escándalo llegó al extremo de que Ribeyro se viera obligado a desautorizar esta edición; no obstante, por su publicación masiva, resultó un éxito y fue reeditada en 1969 y en 1973. La novela tiene una cuota autobiográfica ya que el autor recrea en ella su bohemia juvenil, cuando fue estudiante de la Pontificia Universidad Católica del Perú, entre las décadas de 1940 y 1950. En la novela se expresa una sociedad que pugna por modernizarse; pero este cambio social implica una crisis de valores directamente proporcional al aparente desarrollo.

## Argumento
La novela relata la vida de Ludo, un joven estudiante de derecho, que vive con su madre y su hermano, conformando una familia limeña de clase media, pero venida a menos. Ludo es un antihéroe, un ser desencantado por la vida. Joven y en busca de un futuro acorde con sus expectativas (pero sobre todo con las expectativas de los demás), un día decide renunciar a su trabajo monótono en la Gran Firma y con el dinero de su liquidación se entrega a la vida bohemia. Se relaciona con prostitutas, proxenetas, amigos libertinos, contrabandistas, parientes que solo buscan salvar las apariencias, compañeros y profesores universitarios que se refugian en la literatura, todo ello teniendo como ambiente de fondo una Lima nocturna y mediocre. Ludo se va degradando paulatinamente hasta que se ve arrastrado a cometer un crimen, cayendo así en el abismo insalvable de la delincuencia. No hay un hecho central que hilvane toda la novela, y varios de sus 24 capítulos son historias que bien podrían ser leídas de manera individual; sin embargo, los altibajos que tiene la vida de Ludo (a pesar del tiempo de la historia, que se extiende en solo siete meses) son lo suficientemente interesantes como para mantener el interés del lector.

## Escenarios
El relato se desenvuelve en la Lima urbana. Los escenarios son los distritos o balnearios limeños, como Miraflores, donde vive el protagonista, o La Victoria, sede del burdel más grande de la ciudad, que frecuenta Ludo y sus amigos. Otro escenario muy recurrido es el centro de Lima, con sus locales de diversión, sus bufetes de abogados y sus casas comerciales.

## Tiempo
El tiempo cronológico en que se desenvuelve la trama lineal de la novela está perfectamente delimitado: empieza el 31 de diciembre de 1951, celebración del Año Nuevo, cuando Ludo renuncia a su trabajo en la Gran Firma; y culmina el 28 de julio de 1952, cuando el protagonista desciende finalmente al abismo de la delincuencia, después de haber ido degradándose paulatinamente a lo largo de esos siete meses de frenética existencia.

## Estructura
La novela está dividida en veinticuatro capítulos, numerados con dígitos romanos. Varios de estos capítulos bien pueden funcionar como relatos independientes, tanto por su extensión como por su estructura.

## Personajes
- Ludo Tótem es un joven perteneciente a una familia de clase media. Vive con su madre y su hermano Armando en una casa de Miraflores, y está a punto de culminar la carrera de derecho en la Universidad Católica. Antaño su familia había sido muy acomodada y entre sus ascendientes se contaban importantes personajes de la sociedad limeña del siglo XIX (su bisabuelo y su abuelo habían sido rectores de San Marcos, así como ministros), pero había ido cayendo en paulatino declive. Su padre, empleado público, había fallecido hacia 10 años atrás, dejándoles algún patrimonio que ni la madre ni los hijos supieron capitalizar. Lo poco que les queda lo ponen en manos de Genaro (cuñado de Ludo), quien gasta el dinero en negocios de transporte de carga cuyos dividendos, sospechosamente, no rinden en la medida de lo esperado.
- Pirulo, apelativo de Pedro Primrose, es el gran amigo de Ludo desde su etapa de colegial. Al igual que éste, pertenece a una familia de abolengo que fue cayendo en decadencia. Estudia letras en la Católica, aunque apenas supera el primer ciclo. No existe ninguna clase de experiencia que no la comparta con Ludo. Momentáneamente tiene un ascenso social cuando su padre es nombrado prefecto de Ayacucho, por lo que se luce paseándose en un lujoso auto oficial y gastando dinero a manos llenas. Pero cuando su padre muere asesinado por una turba campesina, vuelve a la realidad de antes. Su enamorada Lisa termina con él.
- La Walkiria es el apelativo poético con que Ludo designa a Godelive Wiener, la hija de unos alemanes que vivían en la casa aledaña a la suya. Era una adolescente rubia y bella, una criatura a la que idealiza como un ser puro y maravilloso. Durante la primera parte de la novela, aparece solo en los recuerdos de Ludo; él y su hermano Armando la solían ver cuando aparecía en la ventana de su casa. Armando fue quien logró hacer amistad con ella, desplazando así a Ludo, pero tras el estallido de la Segunda Guerra Mundial, la Walkiria y su familia desaparecieron. Mucho tiempo después la Walkiria regresará al barrio para terminar con las ilusiones de Armando y mostrar que el pasado idealizado es diferente al presente real.
- Armando, el hermano de Ludo, un joven que estudiaba también en la universidad Católica y que solía dormitar buena parte del día, como desinteresado de la vida, aunque eventualmente acompañaba a su hermano en sus juergas. Obsesionado desde su adolescencia por la Walkiria, logra hacer amistad con ella y pese a que poco después desaparece intempestivamente con toda su familia, no la olvida. Cuando aquella retorna al barrio después de muchos años, Armando guarda la esperanza de formalizar la relación, pero termina desengañado cuando ve que la Walkiria, convertida ya en una mujer, es frecuentada en su casa por otros jóvenes de apariencia extranjera, como ella.
- Eufemia, una zamba flaca, y su amiga Eva, una mujer menuda, que son llevadas por Ludo y sus amigos a una casa donde planean realizar una orgía, la cual se frustra.
- Estrella es una prostituta de Huatica, joven y esbelta, frecuentada por Ludo, quien termina enamorándose de ella, gastando todo el dinero de su liquidación para complacerla. Mientras le dura el dinero a Ludo, Estrella le sigue el juego, pero luego le rehúye y como aquel insiste en buscarla, ella se queja a su proxeneta, un zambo enano y tuerto, apodado el “Loco camioneta”. Éste infiere una tremenda paliza a Ludo, quien termina desfalleciente y ensangrentado en una lóbrega calle de La Victoria. Tiempo después, Estrella y el zambo intentaran chantajear a Ludo, sindicándole como partícipe de un asalto violento a un marinero norteamericano en el Callao.
- Abelardo, el tío de Ludo. Deja a éste el cuidado de su casa, cuando tiene que viajar a su hacienda, situada en el interior del país.
- Gonzalo, otro de los tíos de Ludo.
- Manolo, Pablo y Nirro, amigos de Ludo, de la universidad, con quienes se embarca en toda clase de aventuras con tal de pasarla bien. A ellos se suman Pirulo y Armando.
- La señora María, la madre de Ludo.
- Maruja, la hermana de Ludo, que es la pareja de Genaro.
- Genaro, el cuñado de Ludo. Es el hombre de negocios de la familia, el que convence a la mamá de Ludo a que venda los dos departamentos que hasta entonces arrendaba, para invertir el capital así obtenido. Convence a la familia a que compren cuatro camiones, con los que arma un negocio de transporte de carga, pero que no rinde los frutos prometidos.
- El director del colegio Mariano, donde estudiaron Ludo y Pirulo. Es un viejo sacerdote católico que venera a Francisco Franco y que tenía la costumbre de hacer bolillas de mocos mientras daba las clases.
- El doctor Rostalínez es un profesor de literatura de la universidad de San Marcos; es un hombre estimado por sus alumnos pues a diferencia de otros maestros, no imponía sus criterios sino que dejaba que cada uno expusiera sus ideas, sin contradecirlas.
- Cucho, Gonzalo, Hugo, Carlos, Victoriano, Pablo, Manolo, Franklin. Universitarios de San Marcos y de la Católica, cuya amistad frecuentan Ludo y Pirulo, pues a todos les une la afición por la literatura. Conforman, junto con el doctor Rostalínez, un círculo intelectual, con ínfulas de realizar una revolución cultural en el país, pero que apenas concreta la edición de una menguada revista, cuyo nombre sugiere Ludo: Prisma. Ellos son los “geniecillos” universitarios, que dan título a la novela.
- Carlos Ravel, un compañero de Ludo de la universidad. Viaja en un lujoso Cadillac y seduce a Lisa, la enamorada de Pirulo.
- Segismundo, un antiguo compañero de colegio de Ludo. Es un hombre corpulento y de apetito voraz, que trabaja en la marina mercante. Se encuentra con Ludo después de muchos años. Se dedica al contrabando.
- Daniel, un antiguo compañero de colegio de Ludo. Trabaja como taxista arrendando el auto de un chino. Vive en un cubículo situado en La Victoria, junto con una mujer que se halla embarazada. En cierta ocasión Ludo lo acompaña en su trabajo, yendo hasta el puerto del Callao, donde recogen a los turistas que salen de los locales de diversión. Necesitado de dinero para pagar el aborto de su mujer, Daniel asalta a un marinero norteamericano a quien golpea hasta dejarlo desmayado, para luego arrollarlo con su auto. Ludo es el testigo involuntario de este episodio, involucrándose así en un acto delincuencial.
- El “Loco camioneta”, un zambo enano y tuerto, maleante que oficia de proxeneta de Estrella. Golpea brutalmente a Ludo para que deje de frecuentar a Estrella; tiempo después, chantajea a Ludo, afirmando que Estrella le había visto a bordo del mismo carro donde había subido un marinero gringo que al día siguiente apareció gravemente herido en la carretera. Exige a Ludo que le entregue diez mil soles, caso contrario lo denunciaría  a la policía y terminaría en El Sexto (prisión limeña), donde le violarían varios zambos. Ludo cita al Loco Camioneta ante el monumento de Jorge Chávez en el Campo de Marte; luego de una breve charla, saca una pistola y acaba a balazos con la vida del maleante.

## Crítica
Preocupado por el cambio social y la vida urbana, Julio Ramón Ribeyro ofrece una obra en la que diversos planos chocan entre sí constantemente. Ludo se encuentra dividido entre estos planos y pretende sobrevivir con una actitud impulsiva, recta, luego disipada y finalmente criminal. A pesar de sus malabares, termina hundiéndose en la degradación económica, personal y moral.

En el ámbito de la familia, la crisis de Ludo se manifiesta en su actitud despreocupada, cuando despilfarra el dinero que recibe como compensación por la liquidación de su trabajo.
En otro plano, Ludo, representante de una visión del mundo que confía en la educación como factor que asegura un futuro promisorio, se enfrenta a una escala opuesta de valores encarnada por personajes que se manejan con códigos que Ludo aprende a fuerza de golpes, estafas, chantajes y otras malas experiencias.

En contraste, Ludo frecuenta un grupúsculo de "geniecillos universitarios" que no logran plasmar sus ilusiones literarias tal como quisieran. Como telón de fondo se distingue la gran capital, un espectro de distritos que refuerza el carácter urbano de esta novela.